# 金馬素街
金馬素街，又譯商業街，是加拿大卑詩省溫哥華一條主要南北向街道，北起布勒內灣旁的加拿大太平洋鐵路路軌，南至東18街並駁上域多利街（Victoria Drive）。此外，東18街以南和域多利街以西有另一條名為的街道，自此往南延至東55街為止。金馬素街和百老匯東街的交界處為架空列車金馬素－百老匯站所在：此站為博覽線和千禧線的交匯處，並是整個架空列車系統中人流最多的車站。
金馬素街本名為公園街（Park Drive），以坐落此街道南端的卡勒公園（Clark Park）命名，於1870和80年代（即溫哥華建市前後）是伐木工人將木材運送到布勒内灣畔喜士定木廠的主要運輸線之一。連接溫哥華、本拿比和二埠的市際電車線於1891年開通，當中部分路段途經公園路，並吸引居民和商戶到公園路沿線落戶。有見該帶的發展潛力大為上升，東18街以南的一連串南北向街道率先於1910年更名為，而公園路則於1911年改為現稱。
第二次世界大戰過後，溫哥華東區成為意大利裔移民落戶的熱門地點，當中不少選擇到金馬素街沿線定居，令金馬素街北段獲得「小意大利」的稱號。為了紀念意大利統一運動中主要人物之一朱塞佩·加里波第逝世100周年，該區的意大利裔居民和商戶於1982年6月向溫哥華市政府申請將金馬素街更名為加里波第街（Via Garibaldi）。然而，沿線部分商戶因更名所帶來的額外開支而反對這項建議，而市内亦已有另一條街道以加里波第為名，因此市政府沒有受理這項申請。

## 外部連結

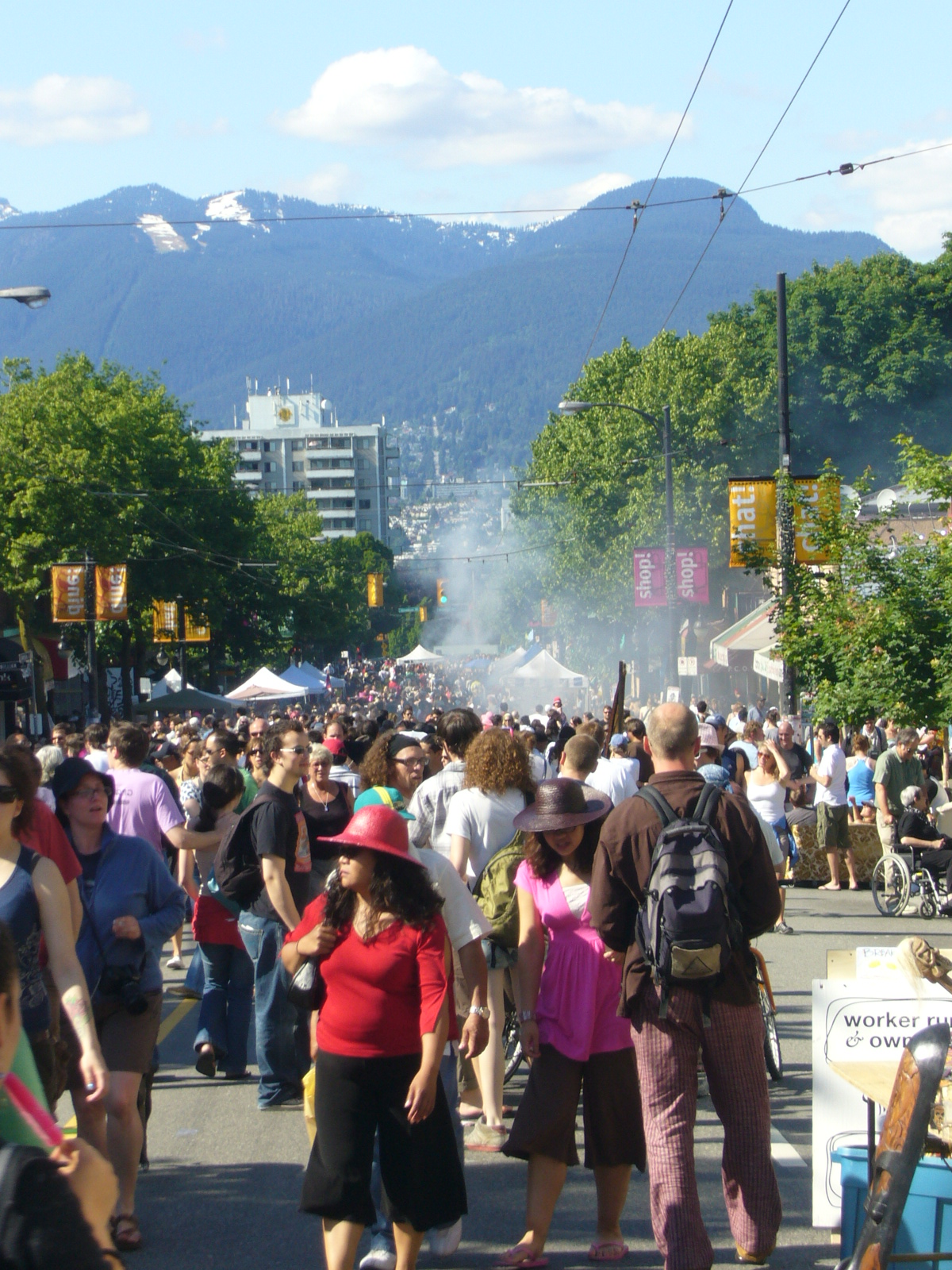
金馬素街無車日嘉年華（攝於2008年6月）

- （英文）Commercial Drive Neighbourhood－金馬素街社區網站
- （英文）Commercial Drive Business Society （页面存档备份，存于）－金馬素街商會網站